# Rui Águas (Rennfahrer)

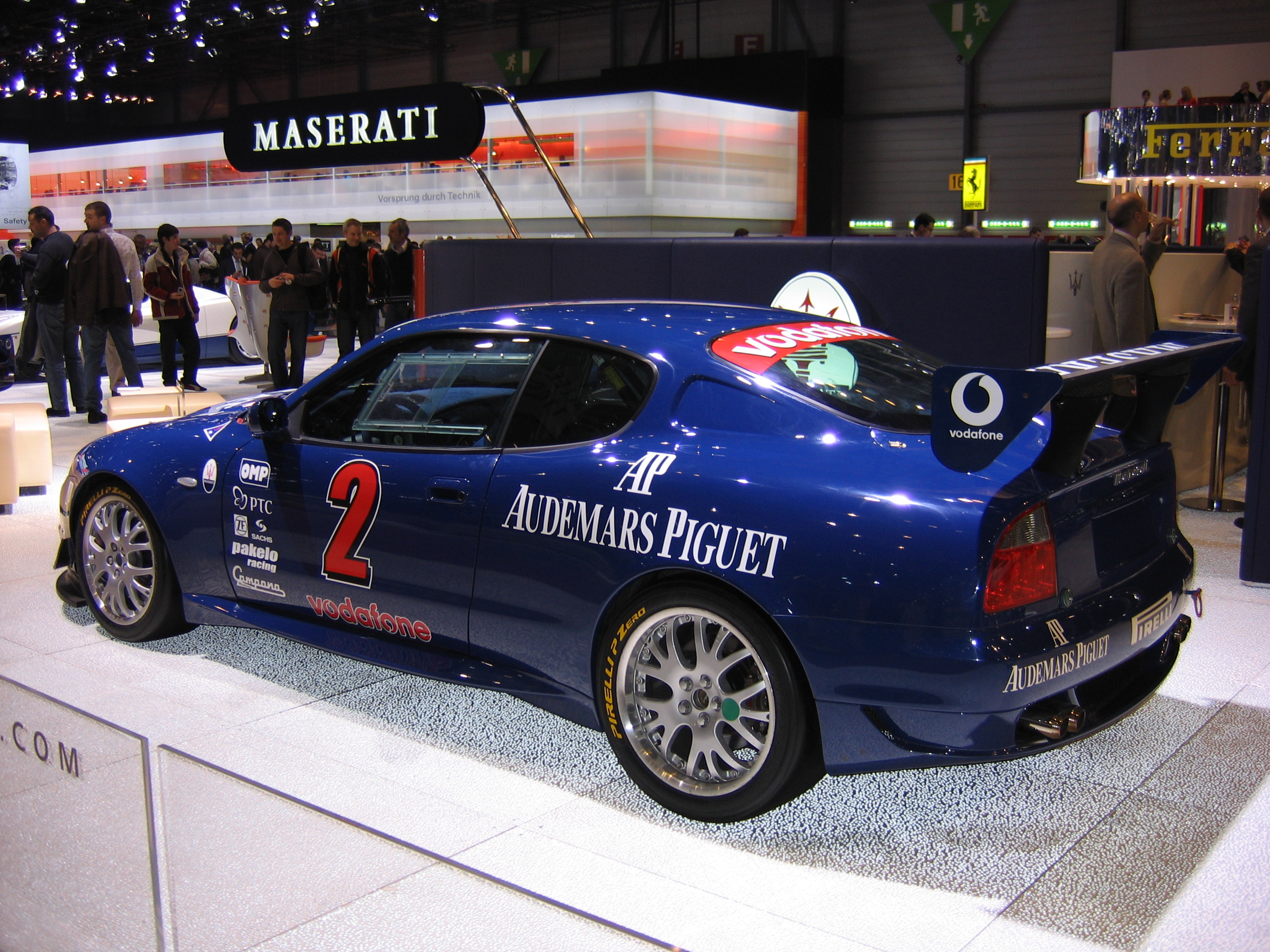
Auf einem Maserati Trofeo Light wurde Rui Águas 2005 Gesamtdritter in der italienischen GT-Meisterschaft

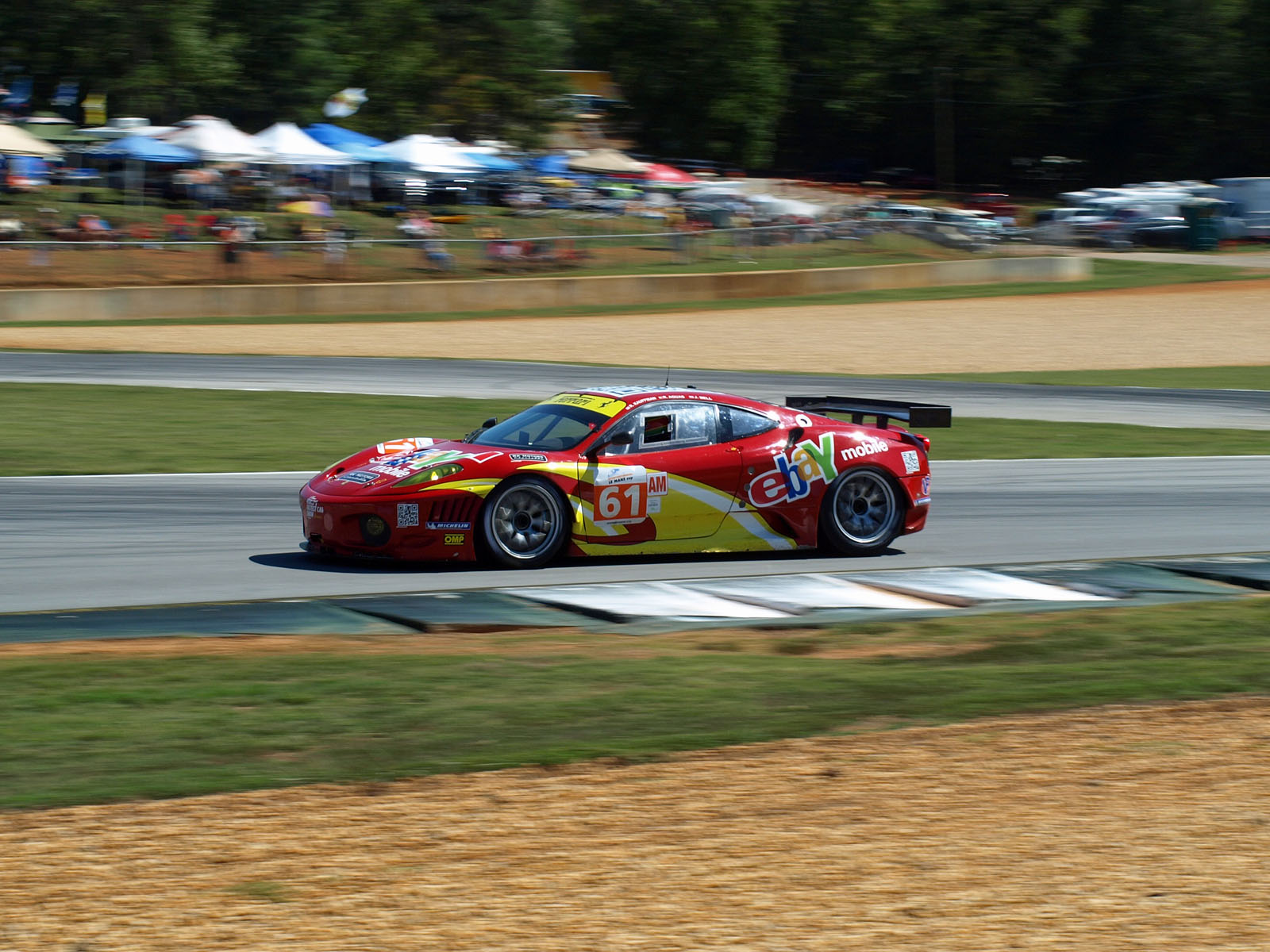
Rui Águas im Ferrari 458 Italia beim Petit Le Mans 2011

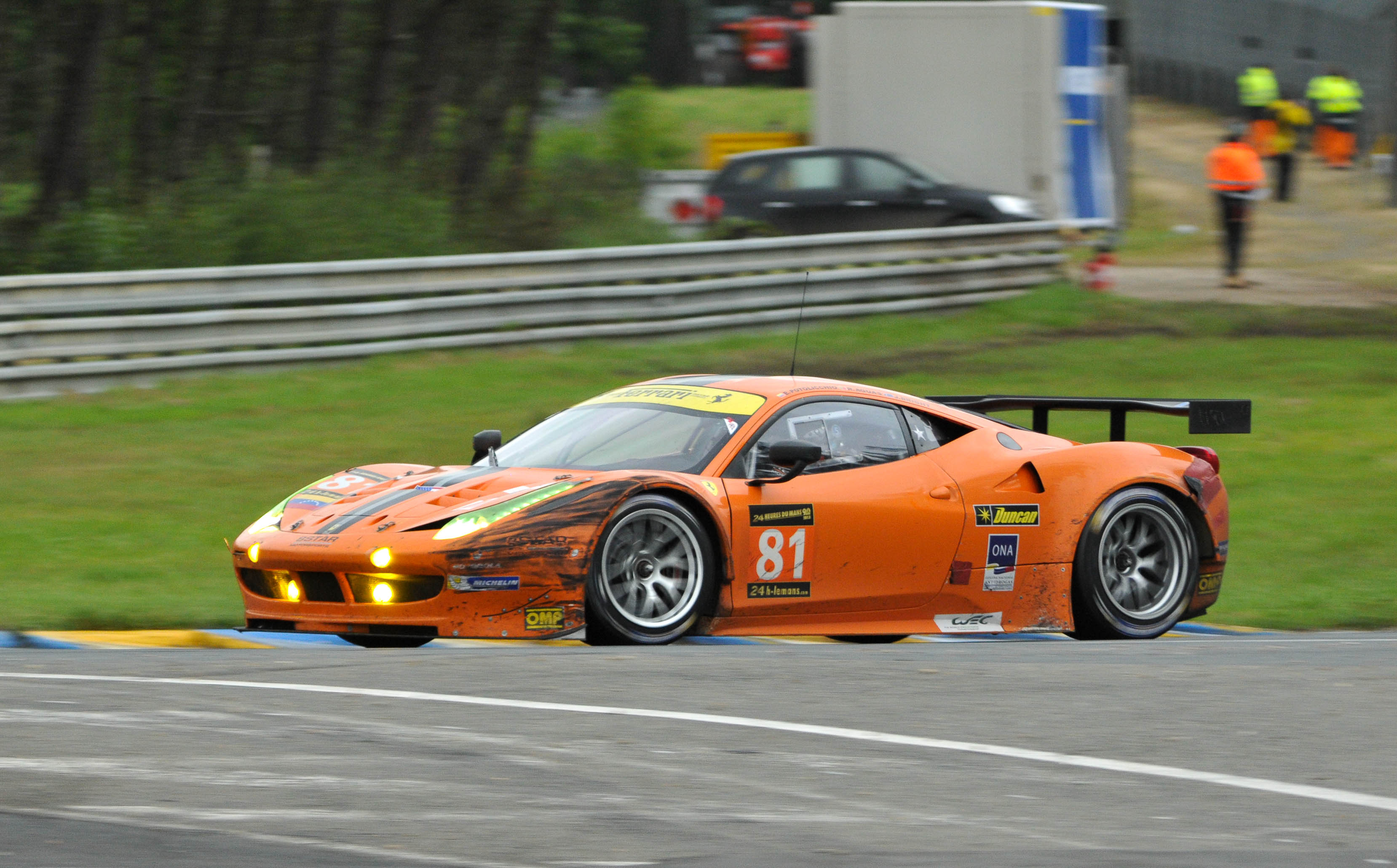
Der Ferrari 458 Italia GT2 von Vicente Potolicchio, Jason Bright und Rui Águas beim 24-Stunden-Rennen von Le Mans 2013

Rui Sergio de Almeida Águas (* 29. Februar 1972 in Nampula) ist ein portugiesischer Autorennfahrer.

## Karriere als Rennfahrer

### Monopostosport
Die Monopostokarriere des in Mosambik geborenen Rui Águas begann 1993 in der Formel Ford, wo er in diesem Jahr Gesamtvierter in der britischen Meisterschaft wurde. Vor ihm platzierte sich unter anderen der spätere Le-Mans-Gesamtsieger Guy Smith an der zweiten Stelle. 1994 wechselte er in die Formel Renault und beendete die britische Meisterschaft als Gesamtzweiter. Auf die Formel Renault folgte die Formel 3 mit einem sechsten Gesamtrang in der deutschen Meisterschaft 1996 (Meister Jarno Trulli).
1997 und 1998 bestritt Águas zwei Saisonen in der Internationalen Formel-3000-Meisterschaft. 1997 wurde er mit sieben Punkten Gesamtzehnter, wobei er nach dem zweiten Rennen auf dem Hockenheimring als Vierter disqualifiziert wurde. 1998 blieb er ohne Punkte. Nach einem Jahr in der World Series Formel V8 3.5, wechselte er 2000 in den GT-Sport.

### GT-Sport
Nach ersten Renneinsätzen im Renault Clio Cup wurde Águas ab 2005 zu regelmäßigen Starter in der italienischen GT-Meisterschaft. Dabei begann auch seine langjährige Zusammenarbeit mit der italienischen Rennmannschaft AF Corse. Die Saison 2005 beendete er als Gesamtdritter. Die Zusammenarbeit mit AF Corse führte in eine Vielzahl an internationalen Rennserien. Er fuhr einen Ferrari F430 in der FIA-GT-Meisterschaft, wo er 2006 gemeinsam mit Mika Salo hinter Jaime Melo, Matteo Bobbi und Tim Mullen Gesamtvierter in der GT2-Klasse wurde.
Weitere Renneinsätze hatte er in der European- und American Le Mans Series, den International GT Open und ab 2012 in der FIA-Langstrecken-Weltmeisterschaft. 2013 wurde er Gesamtzweiter in der Championship Trophy for LMGTE Am Drivers. Seine Partner im Ferrari F458 Italia war Vicente Potolicchio. Die Trophy gewannen Jamie Campbell-Walter und Stuart Hall im Aston Martin Racing-Vantage V8. 2016 gewann er diese Trophy. Diesmal waren Emmanuel Collard und François Perrodo seine Partner im AF Corse-Ferrari F458 Italia.
Seine beste Platzierung beim 24-Stunden-Rennen von Le Mans war 2015 der 26. Endrang. In Sebring wurde er im selben Jahr 27. im Schlussklassement.

## Statistik

### Le-Mans-Ergebnisse
| Jahr | Team               | Fahrzeug               | Teamkollege         | Teamkollege      | Platzierung | Ausfallgrund |
| ---- | ------------------ | ---------------------- | ------------------- | ---------------- | ----------- | ------------ |
| 2011 | AF Corse           | Ferrari 458 Italia GTC | Robert Kauffman     | Michael Waltrip  | Ausfall     | Defekt       |
| 2012 | AF Corse           | Ferrari 458 Italia GTC | Robert Kauffman     | Brian Vickers    | Rang 31     |              |
| 2013 | 8 Star Motorsports | Ferrari 458 Italia GT2 | Vicente Potolicchio | Jason Bright     | Rang 37     |              |
| 2015 | AF Corse           | Ferrari 458 Italia GT2 | François Perrodo    | Emmanuel Collard | Rang 26     |              |
| 2016 | AF Corse           | Ferrari 458 Italia GT2 | François Perrodo    | Emmanuel Collard | Rang 27     |              |

### Sebring-Ergebnisse
| Jahr | Team                  | Fahrzeug                    | Teamkollege            | Teamkollege      | Teamkollege         | Platzierung | Ausfallgrund |
| ---- | --------------------- | --------------------------- | ---------------------- | ---------------- | ------------------- | ----------- | ------------ |
| 2007 | Corsa White Lightning | Ferrari F430GT              | Maurizio Mediani       | José María López |                     | Ausfall     | Wagenbrand   |
| 2012 | AF Corse-Waltrip      | Ferrari 458 Italia          | Robert Kauffman        | Michael Waltrip  |                     | Rang 38     |              |
| 2015 | AF Corse              | Ferrari 458 Italia Grand-Am | Piergiuseppe Perazzini | Marco Cioci      | Vicente Potolicchio | Rang 27     |              |

### Einzelergebnisse in der FIA-Langstrecken-Weltmeisterschaft
| Saison | Team               | Rennwagen          | 1   | 2   | 3   | 4   | 5   | 6   | 7   | 8   | 9   |
| ------ | ------------------ | ------------------ | --- | --- | --- | --- | --- | --- | --- | --- | --- |
| 2012   | AF Corse           | Ferrari 458 Italia | SEB | SPA | LEM | SIL | SAO | BAH | FUJ | SHA |     |
| 2012   | AF Corse           | Ferrari 458 Italia | DNF |     | 31  |     |     | 18  |     | 21  |     |
| 2013   | 8 Star Motorsports | Ferrari 458 Italia | SIL | SPA | LEM | SAO | AUS | FUJ | SHA | BAH |     |
| 2013   | 8 Star Motorsports | Ferrari 458 Italia | 22  | 21  | 37  | 15  | 19  | 20  | 18  | 15  |     |
| 2015   | AF Corse           | Ferrari 458 Italia | SIL | SPA | LEM | NÜR | AUS | FUJ | SHA | BAH |     |
| 2015   | AF Corse           | Ferrari 458 Italia | 17  | 25  | 26  | 25  | 23  | 24  | 21  |     |     |
| 2016   | AF Corse           | Ferrari 458 Italia | SIL | SPA | LEM | NÜR | MEX | AUS | FUJ | SHA | BAH |
| 2016   | AF Corse           | Ferrari 458 Italia | 22  | 20  | 27  | 25  | 23  | 28  | 25  | 25  | 28  |